# Павло Думка

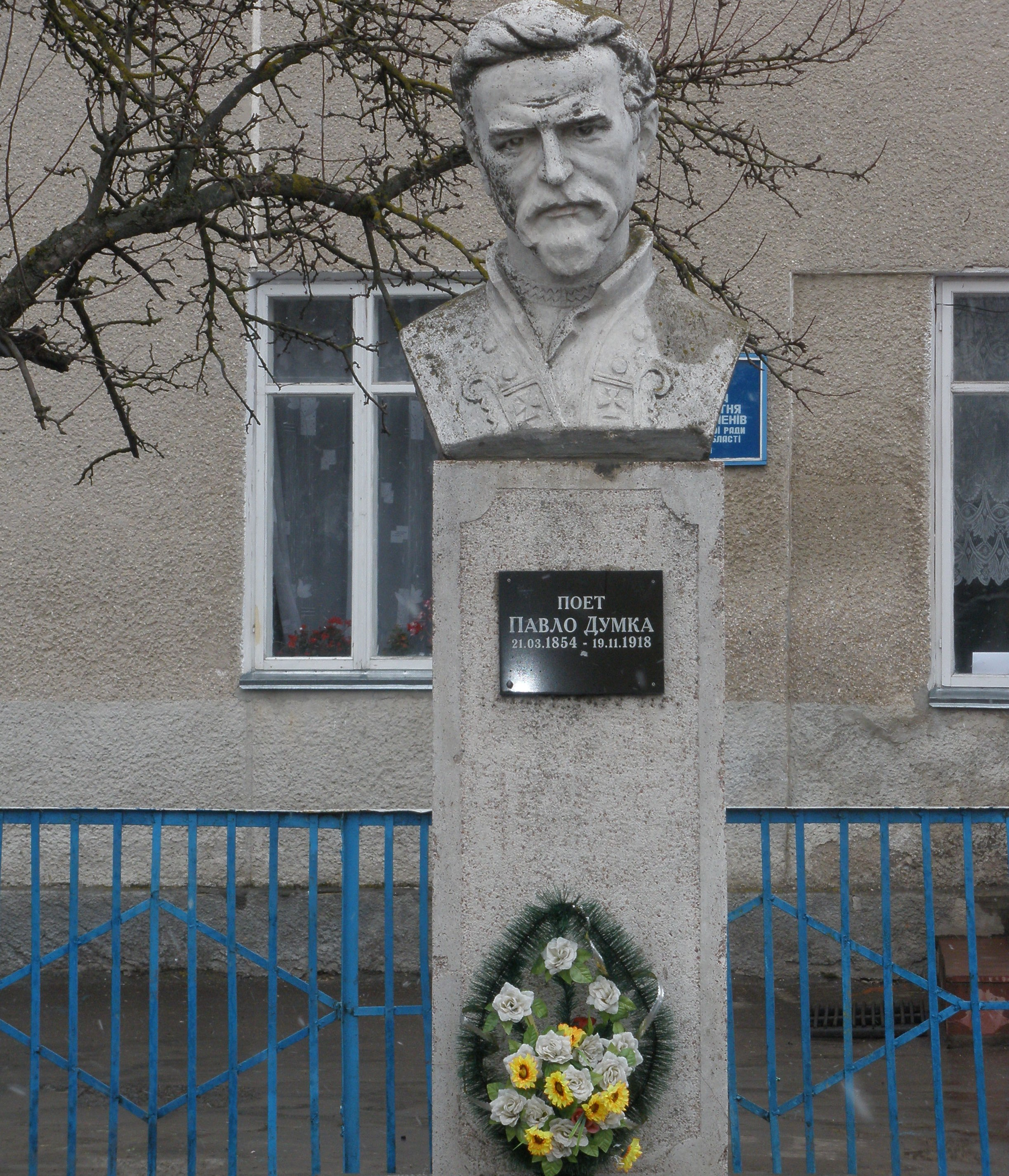
Пам'ятник Павлові Думці в Купчинцях (1999, скульптор Іван Мулярчук)

Павло Думка (21 березня 1854, с. Купчинці, нині  Тернопільського району — 19 листопада 1918, на хуторі поблизу с. Драгоманівка, нині Тернопільського району) — український галицький громадський і політичний діяч, селянин. Член-засновник — ⁣Української Радикальної Партії, посол до Галицького сейму (1908—1918), делегат Української Національної Ради ЗУНР, автор поезій.

## Життєпис
Народився 21 березня 1854 року в селі Купчинці, нині — Тернопільського району (Тернопільська область, Україна), в хліборобській родині. Сім'я була багатодітна, Павло був 6-ою дитиною у сім'ї.
У Купчинцях закінчив початкову школу. Самотужки опанував різьбу по дереву, удосконалював своє ремесло у Тернополі, Львові. Був вправним столяром.
З ініціативи П. Думки у Купчинцях: у 1874 році разом із купчинськими селянами організовано філію (читальню) товариства «Просвіта», у 1877 році створено кооперативу «Надія», у 1878 році організовано Братство тверезості, у 1891 році перше в Галичині товариство «Сокіл», у 1900 році товариство «Січ», у 1911 році «Пласт», позичкову касу, гурток «Сільського господаря». На честь заснування цього товариства встановили пам'ятний хрест, що зберігся досі.
1890 року став організатором і лідером Українсько-Руської радикальної партії (разом з Іваном Франком і Михайлом Павликом). Друкував свої твори і публіцистичні статті в прогресивній пресі Тернополя, Львова, Коломиї.
1908 року обраний послом до Галицького сейму (IV-а курія, округ Тернопіль — Ігровиця — Микулинці, входив до складу Українсько-руського соймового клубу). Вдруге, у 1912 році, значною кількістю голосів П. Думка переміг на виборах графа Юристовського (IV-а курія, округ Тернопіль — Ігровиця — Микулинці, входив до складу Українського соймового клубу).
З утворенням ЗУНР як сеймовий посол став делегатом Української Національної Ради.
Підтримував щирі зв'язки з І. Франком, М. Павликом, Олександром Барвінським, присвятив їм свої віршовані твори.
Помер 19 листопада 1918 року на хуторі поблизу села Драгоманівка. Похований у Купчинцях.

## Творчий доробок
Твори П. Думки опубліковані в газетах, журналах, збірниках, антологіях, гімназійних читанках, календарях. Окремими виданнями у Тернополі вийшла його збірка «Молитва рільника» (1994).
- Думка П. Жіноча доля; До руських хлопів: Вірші // Тернопіль: Тернопільщина літературна. — 1991. — Дод. 2. — С. 17—18;
- Думка П. Жіноча доля; До руських хлопів: Вірші // Антологія української поезії: В 6-ти т. Українська дожовтнева поезія. Твори поетів XIX поч. XX ст. — К., 1984. — Т. З. — С. 204—205;
- Думка П. Молитва рільника: Ювілейне видання до 140-річчя з дня народження П. Думки / Упоряд. В. Хома. — Т. : Діалог, 1994. — С. 175.